# Безречная
Безре́чная — станция Забайкальской ж. д. в Оловяннинском районе Забайкальского края РФ и градообразующее предприятие сельского поселения Безречнинское.

## География
Находится на реке Цунгурук (лев. приток р. Турга), в 53 километрах к юго-востоку от районного центра, ПГТ Оловянная; на ветке Тарская — Забайкальск Забайкальской ж.д.

## История
Ж.-д. станция Безречная была основана в начале XX века во время русско-японской войны 1905 года как разъезд № 77 на Кайдаловской ветке Заб. ж.д., и который в 1950-е годы был преобразован в ж.-д. станцию  для обслуживания дислоцированных на станции воинских частей и организаций Министерства обороны СССР. Имеются: средняя школа, библиотека, больница, почта. В Безречной находится самоё большое в Забайкалье воинское захоронение бойцов и командиров Красной армии, умерших от ран и болезней в местных эвакогоспиталях в период  событий на Халхин-Голе и во время Великой Отечественной войны. На захоронении установлен восьмиметровый Поклонный крест и сооружён памятник — мемориал «Воинская слава».
На станции Безречная  дислоцировались:  с 1947 года и по 1992 год 22-й истребительный авиационный Халхингольский Краснознамённый полк (22-й иап);  с 1968 по 1989 годы части 11-й гвардейской Нежинско-Кузбасской ордена Суворова 2 степени мотострелковой дивизии (см. 7-й гв. мк); с 1990-го по 2005 год — 2-я гвардейская Тацинская Краснознамённая ордена Суворова танковая дивизия.  
С 1985 года по 1998 год на станции находилась прирельсовая база Алтагачанского рудоуправления ЗабГОКа и с неё начинались ж.-д. ветка (75 км) и шоссейная дорога до пос. Золотореченск.

## Население
| 1989 | 2002  | 2010 | 2013 | 2014 | 2015 | 2016 |
| ---- | ----- | ---- | ---- | ---- | ---- | ---- |
| 5304 | ↘1487 | ↘679 | ↘598 | ↘562 | ↘538 | ↘485 |
| 2017 | 2018  | 2019 | 2020 | 2021 |      |      |
| ↘464 | ↘450  | ↘433 | ↘429 | ↗436 |      |      |